# Lantbruksdata

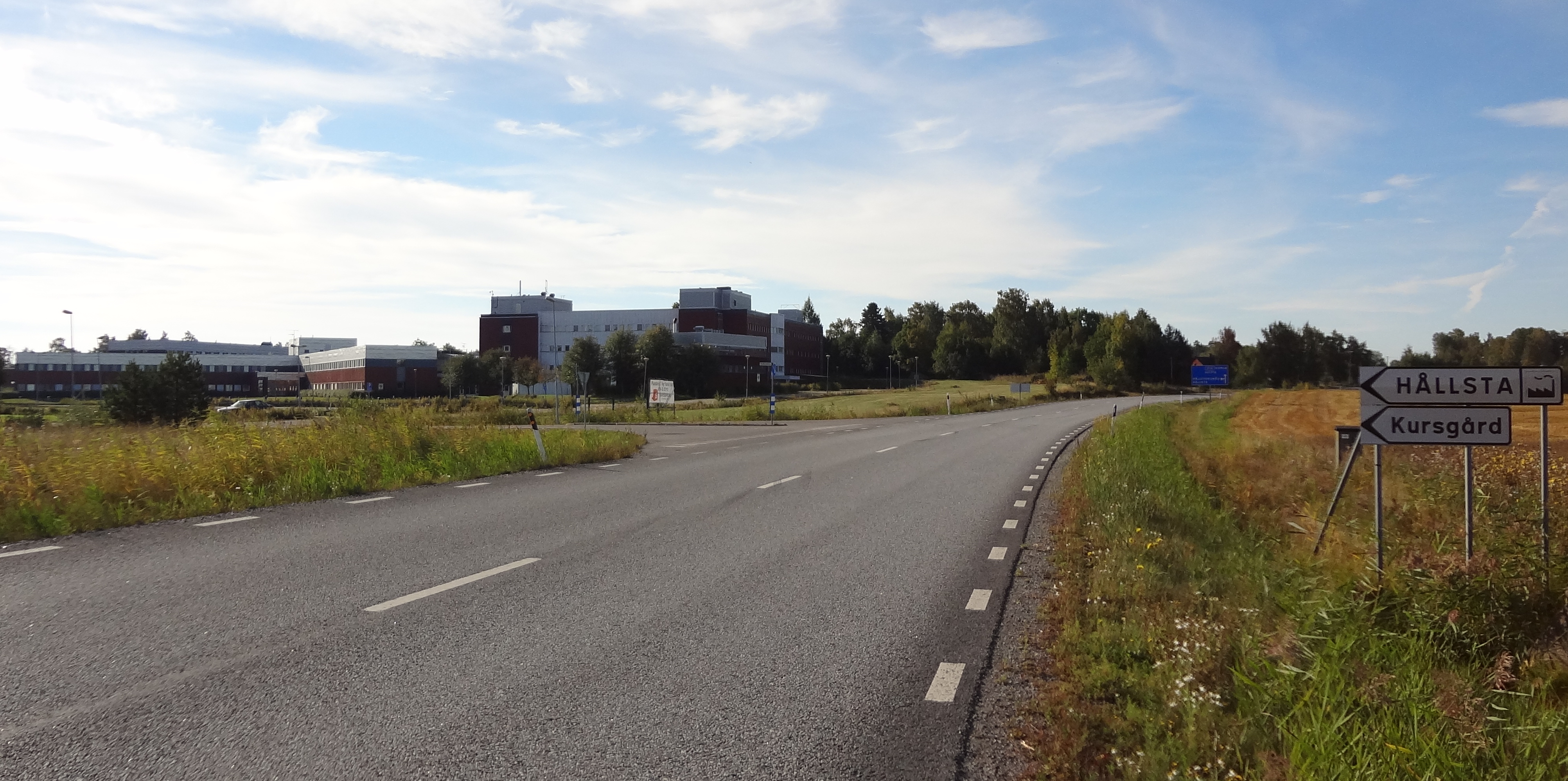
Lantbruksdatas lokaler i Hållsta.

Lantbruksdata var ett svenskt IT-företag, som grundades år 1969 av föreningar inom jordbrukskooperationen och höll till i Hållsta i Eskilstuna kommun. Företaget köptes år 1993 av IBM-bolaget Responsor. Verksamheten i Hållsta började avvecklades under år 2003 och byggnaden tömdes året efter.

## Historia
Föreningen Svensk Husdjursskötsel placerade sin första dator, som var hålkortsbaserad, på Hållsta gård år 1961. Hålkortsmaskinen kom snart att bytas mot stordatorer med magnetband. De fick senare Lantbruksförbundets driftsbyrå och Jordbrukskassan som kunder och år 1969 avknoppades verksamheten till Lantbruksdata och en ny datorhall byggdes. De nya lokalerna invigdes år 1972.
Lantbruksdata AB konstituerades i september 1968 och verksamheten startade den 1 april 1969. Ägare var Sveriges Lantbruksförbund, Sveriges Jordbrukskasseförbund, Svenska Lantmännens Riksförbund och Svensk Husdjursskötsel.
Lantbruksdata kom att bli ett av landets största dataserviceföretag med kunder inom lantbrukskooperationerna, men även Samhall, Eskilstuna kommun och Föreningssparbanken var kunder.  År 1991 blev Föreningssparbanken majoritetsägare i Lantbruksdata. Efter utbyggnad och dubblerade datorhallar omfattade lokalerna omkring 30 000 kvadratmeter och antalet anställda var 550. Därmed var verksamheten ett av Sveriges största datorcenter.
År 1993 köptes företaget och anläggningen av IBM:s dotterbolag Responsor. Verksamheten avvecklades år 2004 och anläggningen kom senare att ägas av olika fastighetsbolag.